# Федоровка (Новосибірська область)
Федоровка (рос. Фёдоровка) — село у Сєверному районі Новосибірської області Російської Федерації.
Входить до складу муніципального утворення Федоровська сільрада. Населення становить 230 осіб (2010).

## Історія
Згідно із законом від 2 червня 2004 року органом місцевого самоврядування є Федоровська сільрада.

## Населення
| 2002 | 2007 | 2010 |
| ---- | ---- | ---- |
| 327  | ↘295 | ↘230 |